# Алібейкьой (станція метро)
41°04′45″ пн. ш. 28°56′58″ сх. д. / 41.079156211074° пн. ш. 28.949569453732° сх. д.
Алібейкьой (тур. Alibeyköy)— метростанція на лінії М7 Стамбульського метро. 
Введена в експлуатацію 28 жовтня 2020.

Розташування: станція розташована на віадукі на поточком Алібей, мікрорайоні Алібейкьой району Еюпсултан.
Констурукція: естакадна, типу горизонтальний ліфт з двома береговими прямими плаформами.
Пересадки
- Автобуси: 39Ç, 39K, 47, 47A, 47Ç, 47K, 47N, 48A, 48E, 49GB, 49M
- Маршрутки: Аксарай-Гюзелтепе, Гюзелтепе-Істоч, Гюзелтепе-Газіосманпаша, Газіосманпаша-Еюпсултан-Гьоктюрк
- Трамвай Т5

## Туристичні пам'ятки
- Мечеть Алібейкьой
- Стадіон Алібейкьой[tr]
- Мечеть Чобанчешме
- Мечеть Гюзельяйла
- Мечеть Хатідже Султан
- Мечеть маршала Февзі Чакмака
- Мечеть Мехмета Акіфа Ерсой
- Мечеть Юнус Емре

| Попередня станція               | Лінія | Лінія                           | Лінія | Наступна станція    |
| ------------------------------- | ----- | ------------------------------- | ----- | ------------------- |
| Нуртепе до Шишлі — Меджидієкьой |       | M7 (Стамбульський метрополітен) |       | Чирчир до Махмутбей |